# 서계박세당묘역
서계박세당묘역(西溪朴世堂墓域)은 대한민국 경기도 의정부시 장암동에 있는, 조선 후기 중농주의 실학자인 서계 박세당(1629~1703)의 묘역이다. 2002년 9월 16일 경기도의 문화재자료 제113호로 지정되었다. 봉분 옆의 묘표는 1731년에 건립되었으며, 개석방부(지붕돌과 네모난 비석 받침) 형태다. 이 묘표는 한국 전쟁 때 비신이 반파돼 1968년 다시 제작해 세운 것이다.

## 개요
서계 박세당(1629~1703)은 조선 후기 중농주의 실학자로서 그 역사적 업적이 뛰어나다. 참판 박정의 아들로 1660년에 증광문과에 장원급제하여, 1664년 황해도 암행어사로 나갔다. 1667년 이조좌랑이 되었으나. 부임하지 않아 장형을 받기도 했으나 1694년 갑술옥사에 소론이 득세하자 승지로 특진하였다. 이러서 공조판서를 거쳐 이조,형조판서를 지냈다. 서계 박세당의 묘는 장암동 소재 석천동 북쪽 언덕에 위치하고 있으며, 봉분은 단 분으로 두 부인과 삼위합장묘이다.

## 같이 보기
- 박세당

## 참고 문헌
- 서계박세당묘역 - 국가유산청 국가유산포털

1. ↑  News), 경기일보(Kyeonggi Daily. “[빛나는 문화유산] 서계 박세당 묘역”. 2025년 2월 18일에 확인함.